# Adolf Lux
Adolf Lux (* 28. April 1882 in Breslau, Provinz Schlesien; † 25. September 1970 in Wetzlar) war ein deutscher Fotolaborant, Fotograf und Redakteur.

## Leben
Adolf Lux wurde am 28. April 1882 in Breslau von Elisabeth Lux, geborene Ohm, geboren. Im Jahre 1906, mit 24 Jahren, begann er eine Lehre beim Fotografen Albert Meyer. Er heiratete am 1. September 1908 die Quedlinburgerin Hedwig Schwieger († 1950). 1914 legte er in Darmstadt erfolgreich die Meisterprüfung als Fotograf ab.
Im Ersten Weltkrieg war er als Garde-Füselier im 80. Infanterie-Regiment 2. Ersatz Batallion Villbach XVIII. A.K. Ab dem 1. Dezember 1919 arbeitete er in der fotochemischen Fabrik der Geka-Werke in Offenbach am Main, zunächst als Betriebsassistent, dann als Betriebsleiter. Im Jahr 1923 zog das Paar nach Berlin, wo er als technischer Leiter zunächst im Tetenal-Fotowerk und dann ab 1926 in der „Satrap“-Foto-Spezialabteilung bei der Schering AG angestellt war. Dabei fungierte er auch als Schriftleiter der Zeitschrift „Der Satrap. Blätter für Freunde der Lichtkunst“. Er nutzte jede Gelegenheit, um in zahlreichen Orten Deutschlands Fotos zu machen, die teilweise als Postkarten überregionale Bekanntheit erlangten, wie ein Bild des Zeppelin Luftschiffs im Juli 1930 über Quedlinburg.
Im Jahr 1933 wurde Leiter der Leitz-Vergrößerungs-Abteilung in Wetzlar. Dort gelang es ihm erstmals überhaupt, ein 24 × 26 mm großes Negativbild auf 1 × 1,5 m zu vergrößern. Bei Leitz war er bis zu seinem Ruhestand im Jahre 1954 tätig.

## Regionalforschung
Die Zeit des Ruhestands nutzte er, um sich aktiv der Wetzlarer Stadtgeschichte zu widmen. Er veröffentlichte zahlreiche Artikel und Aufsätze, unter anderem in der Wetzlarer Neuen Zeitung. Darunter Untersuchungen zur Hospitalkirche in Wetzlar, zur Kirche der Franziskaner, zu Wetzlars Silhöfer Strasse, zum „Dom zu Wetzlar“ wie zum „Stiftergrab im Wetzlarer Dom“. Im Jahr seines Todes kamen noch je ein Artikel zur „Zehntscheune im Wetzlarer Deutsch-Ordenshof“ hinzu und zur Frage „Wo der junge Goethe in Wetzlar wohnte“. Im Laufe der Zeit erschienen mehrere illustrierte Fotohandbücher von ihm. Am 25. September 1970 verstarb Adolf Lux im 89. Lebensjahr in Wetzlar.

## Werke (Auswahl)
- Lux, Adolf [Vorwort]: Richtig entwickeln. Tetanal-Photowerk, Berlin 1926.
- Lux, Adolf (Schriftleitung): Der Satrap. Blätter für Freunde der Lichtbildkunst. 6. Jahrgang 1930, Heft 6, Verlag Schering-Kahlbaum Berlin-Splindlersfeld 1930.
- Lux, Adolf: Richtig entwickeln: 150 Tips für den Amateur. Tetenal-Photowerk Berlin 1935.
- Lux, Adolf: Wetzlar. [Wetzlar] 1948.
- Lux, Adolf: 20 Jahre Feinkorn-Entwicklung, in: LFI Magazine 02/1950
- Lux, Adolf: 100 Jahre Photographie in der Leica-Stadt Wetzlar, in: Mitteilungen des Wetzlarer Geschichtsvereins 15, 1953, S. 43–58.